# Trianthema hecatandra
Trianthema hecatandra là một loài thực vật có hoa trong họ Phiên hạnh. Loài này được Wingf. & M.F.Newman miêu tả khoa học đầu tiên năm 1994.